# Swing Your Partners
Swing your partners è una comica muta del 1918 di Alfred J. Goulding con Harold Lloyd.

## Trama
Ad un'accademia di danza classica due vagabondi si cimentano in un balletto.